# Гришин, Алексей Геннадьевич
Алексе́й Генна́дьевич Гри́шин (бел. Аляксей Генадзевіч Грышын; род. 18 июня 1979 года в Минске, Белорусская ССР) — белорусский фристайлист (лыжная акробатика). Чемпион Олимпийских игр 2010 года в Ванкувере, бронзовый призёр Олимпийских игр 2002 года в Солт-Лейк-Сити. Неоднократный победитель и призёр чемпионатов и этапов Кубка мира. Заслуженный мастер спорта Республики Беларусь (2001).

## Биография
- С 1995 — спортсмен-инструктор Министерства спорта и туризма Республики Беларусь
- 1998 — участие в Зимних Олимпийских играх в Нагано (8-е место)
- 1999 — окончил РУОР
- 2000 — серебряный призёр общего зачета Кубка мира
- 2001 — чемпион мира по лыжной акробатике (г. Уистлер-Блэккомб, Канада),
- 2002 — бронзовый призёр Зимних Олимпийских Игр в Солт-Лейк-Сити
- 2002 — серебряный призёр общего зачета Кубка мира
- 2002 — спортсмен года в Беларуси
- 2003 — серебряный призёр чемпионата мира (г. Дир-Вэлли, США)[1]
- 2004 — бронзовый призёр общего зачета Кубка мира
- 2005 — бронзовый призёр чемпионата мира (г. Рука, Финляндия)
- 2006 — участие в Зимних Олимпийских играх в Турине (4-е место)
- 2010 — чемпион зимних Олимпийских игр в Ванкувере

## Чемпионзимних Олимпийских игр в Ванкувере
В истории белорусского спорта — первый чемпион зимних Олимпийских игр. Олимпийское золото Ванкувера-2010 Гришин выиграл там же, где 9 лет назад единственный раз выиграл золото чемпионата мира.

## Награды и звания
- Заслуженный мастер спорта Республики Беларусь (2001).